# 산청 대원사 신중도
산청 대원사 신중도(山淸 大源寺 神衆圖)는 대한민국 경상남도 산청군 삼장면 유평리, 대원사에 있는 신중도이다.
2001년 2월 22일 경상남도의 유형문화재 제361호 산청 대원사 신중도로 지정되었다가, 2018년 12월 20일 현재의 명칭으로 변경되었다.

## 개요
대원사에 있는 신중탱화로서, 인도의 재래적인 토속들을 그림으로 나타낸 불교 그림이다. 신중을 그린 불교 그림이다. 신중은 불교의 토착화 과정에서 수용된 불법 수호의 선신(善神)들로, 이처럼 별도로 그림을 그려 신앙의 대상으로 삼기도 하였다. 신중탱화는 주로 전각의 주불을 모신 불단의 왼쪽(向右)에 걸어 놓는다.
대원사는 신라 진흥왕 9년(548)에 연기조사가 평원사라 이름하여 세웠다고 전한다. 그 뒤 여러번의 보수를 하고 이름도 대원사로 고쳤다. 한국전쟁과 여순사건으로 인해 화재를 입어 다시 세운 뒤 오늘에 이르고 있다.
가로 124cm, 세로 145cm 크기의 이 그림은 부처님의 정법을 지키는 금강신장을 비롯한 무리들을 표현하였다. 조선 정조 18년(1794)에 그린 것으로서 보살과 신장 등의 얼굴 모습이 18세기 불교그림의 특징을 잘 나타내 주고 있다.

## 참고 자료
- 산청 대원사 신중도 - 국가유산청 국가유산포털